# Дрожанє
Дрожанє (словен. Drožanje) — поселення в общині Севниця, Споднєпосавський регіон, Словенія. Висота над рівнем моря: 353,2 м.